# Agonopterix ferocella
Agonopterix ferocella — вид метеликів родини плоских молей (Depressariidae).

## Поширення
Вид поширений на більшій частині Європи. Присутній у фауні України.

## Спосіб життя
Личинки живляться листям Cirsium та Echinops. Спочатку вони мінують листя рослини-господаря. Шахта має вигляд плями в апікальній частині листа. Пізніше вони виходять з шахти і годуються на нижній стороні листка. Личинок можна зустріти з червня по липень.